# Ängeså revir
Ängeså revir var ett skogsförvaltningsområde inom Övre Norrbottens överjägmästardistrikt, Norrbottens län, som omfattade vissa kronoparker och hemmansskogar efter Linaälven i Gällivare socken. Reviret, som var indelat i fyra bevakningstrakter, omfattade 116 777 hektar allmänna skogar, varav fyra kronoparker med en sammanlagd areal av 58 783 hektar (1920).